# Sopów
Sopów (ukr. Сопів) – wieś na Ukrainie w rejonie kołomyjskim obwodu iwanofrankiwskiego, położona na obu brzegach rzeki Sopówka, wpadającej do Prutu.

Święto Spasa w Sopowie
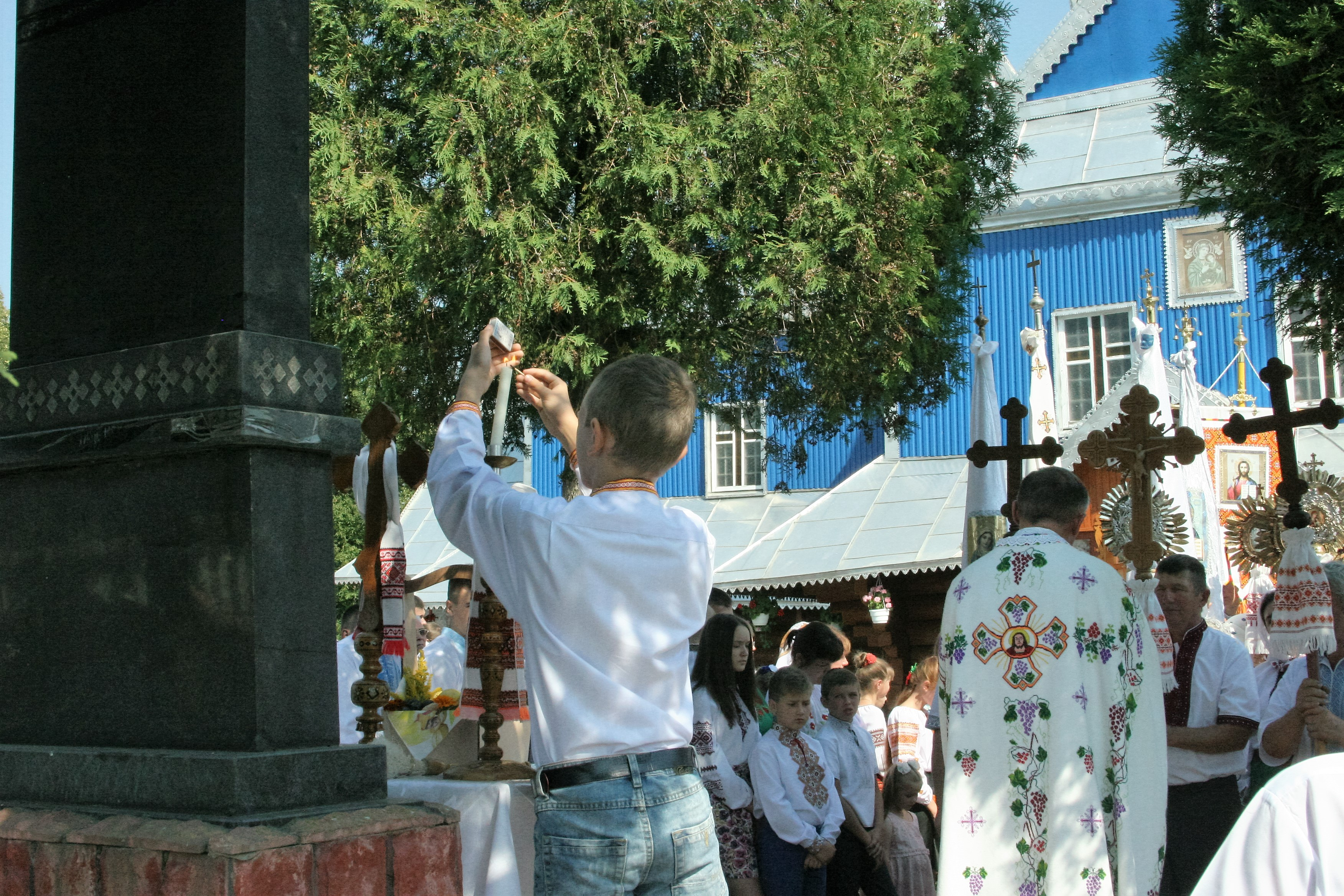
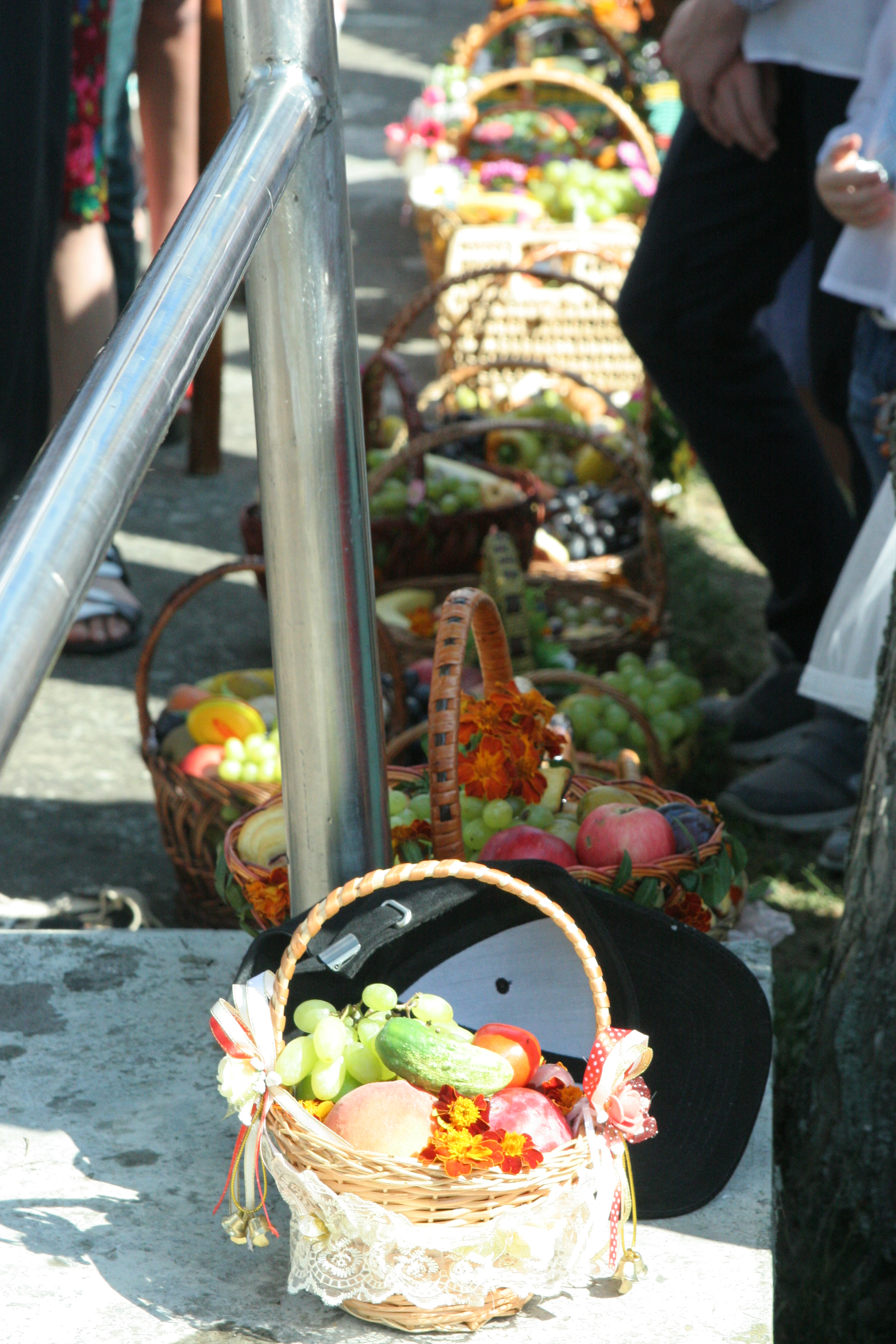
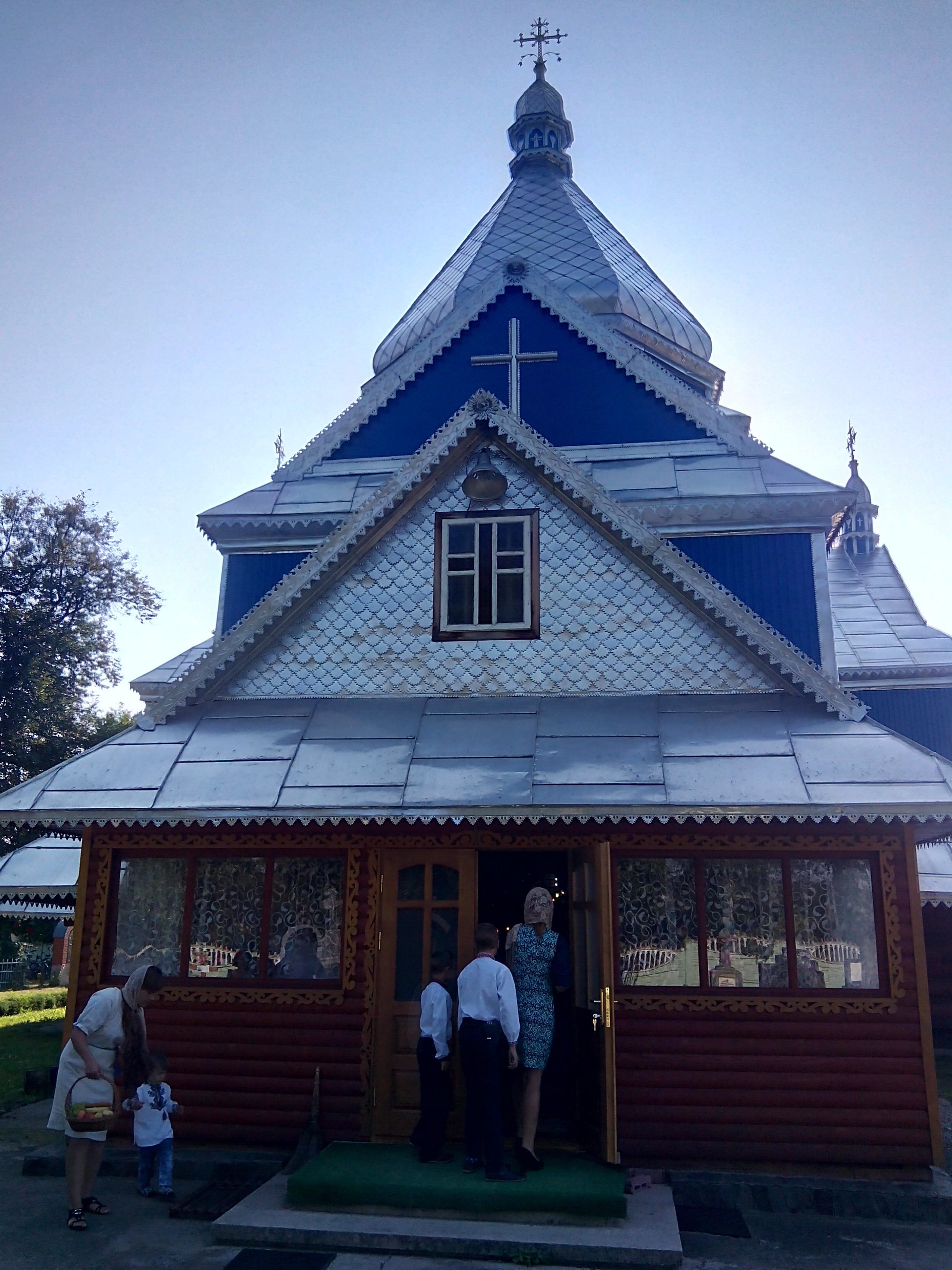
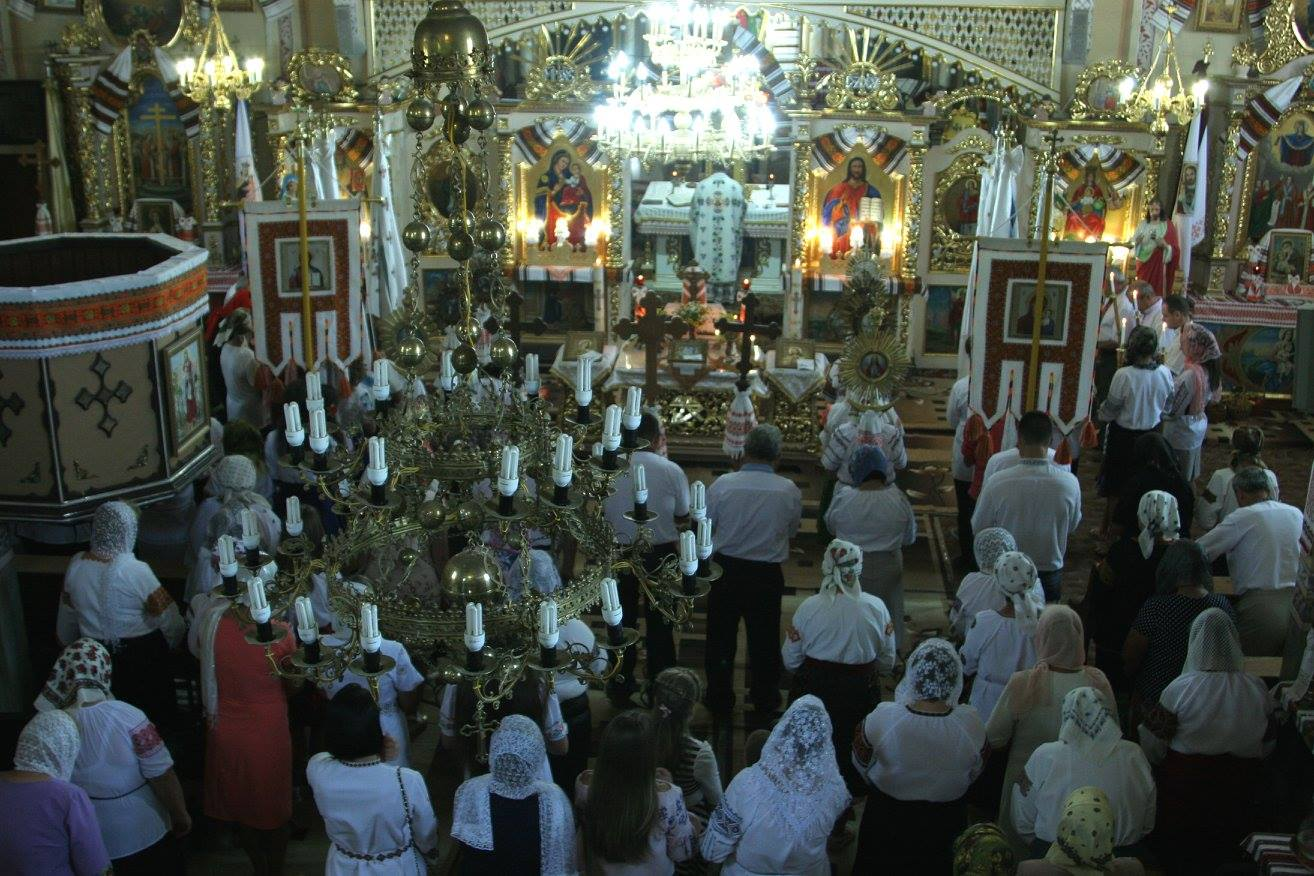
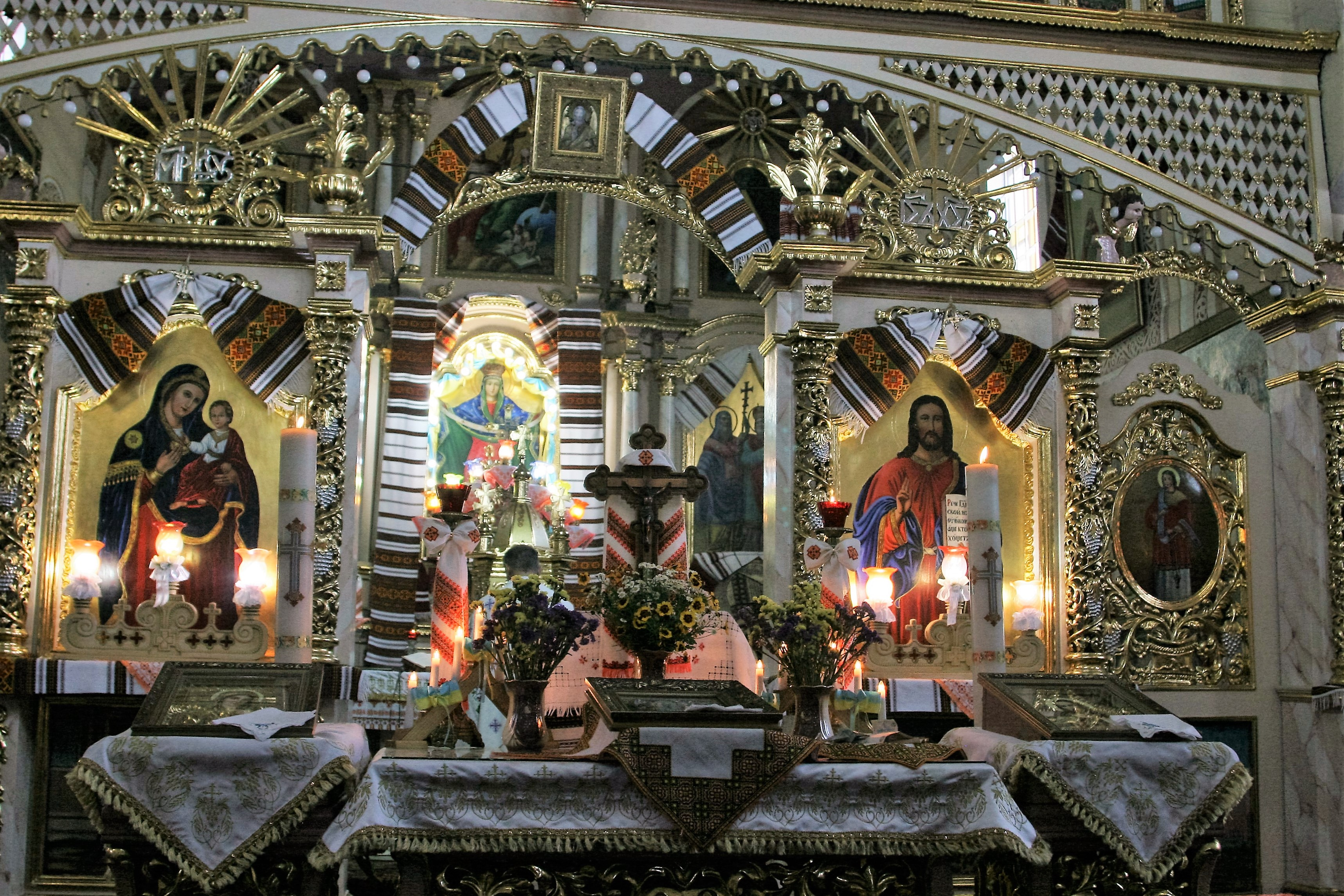
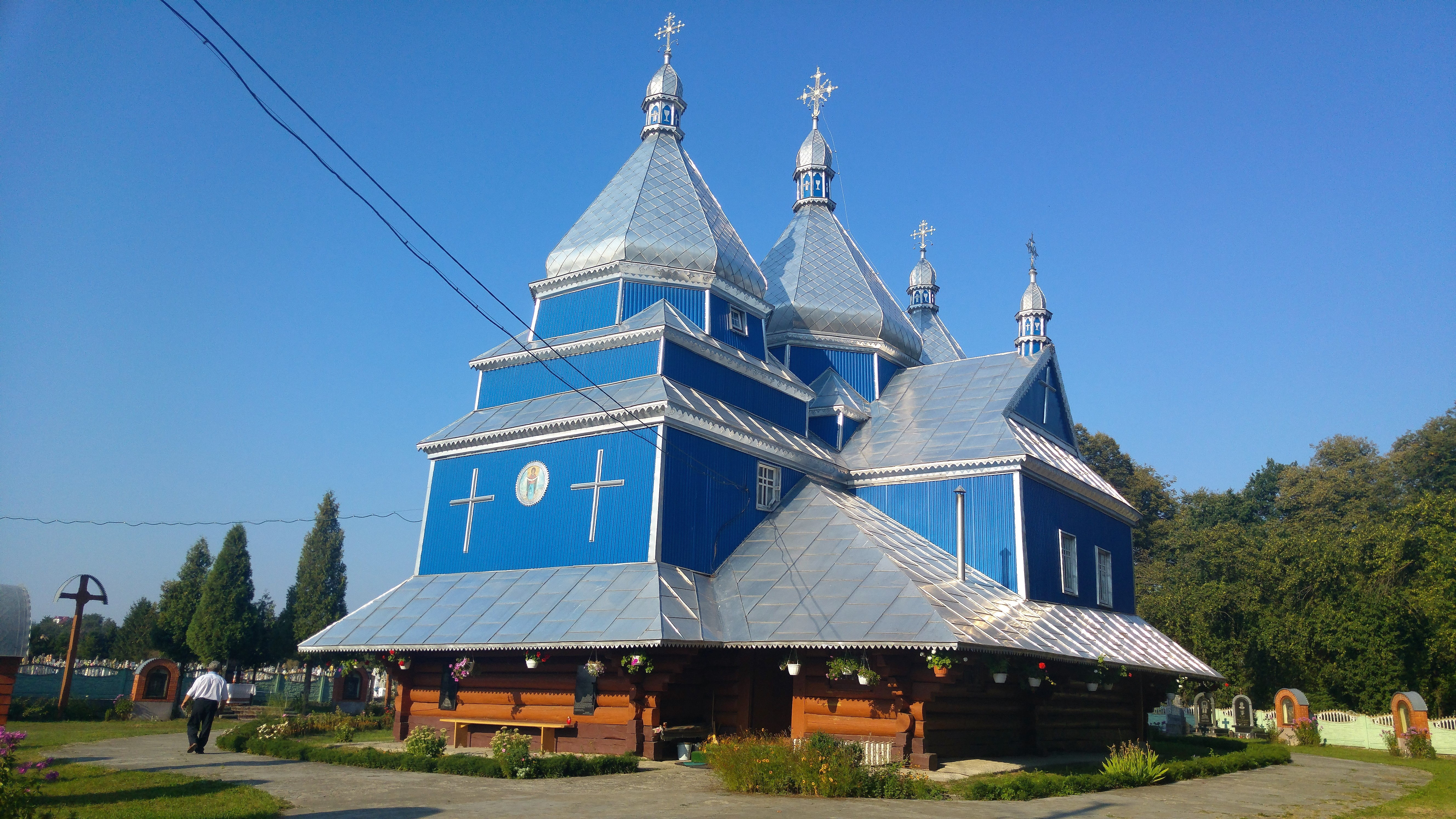
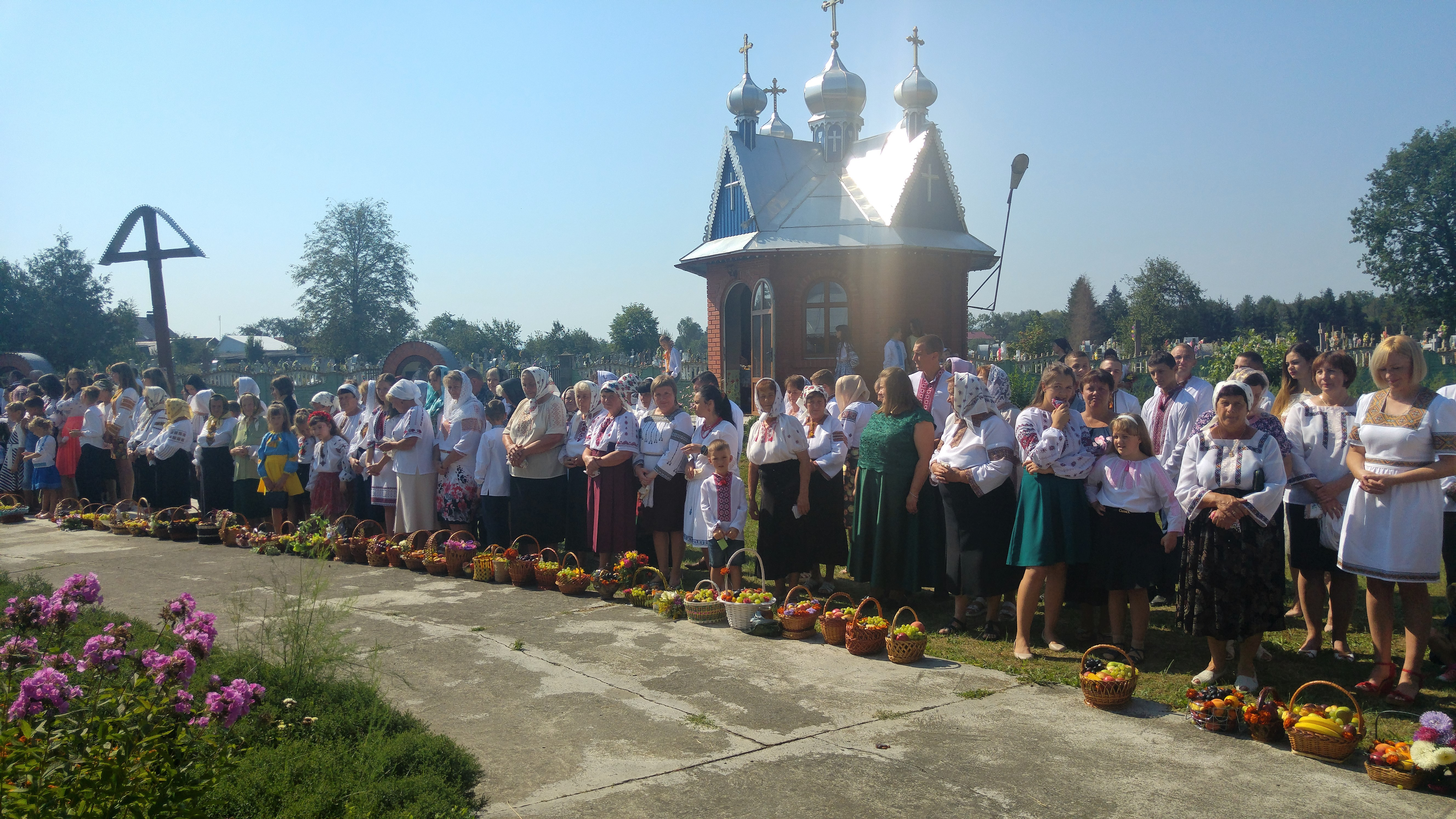
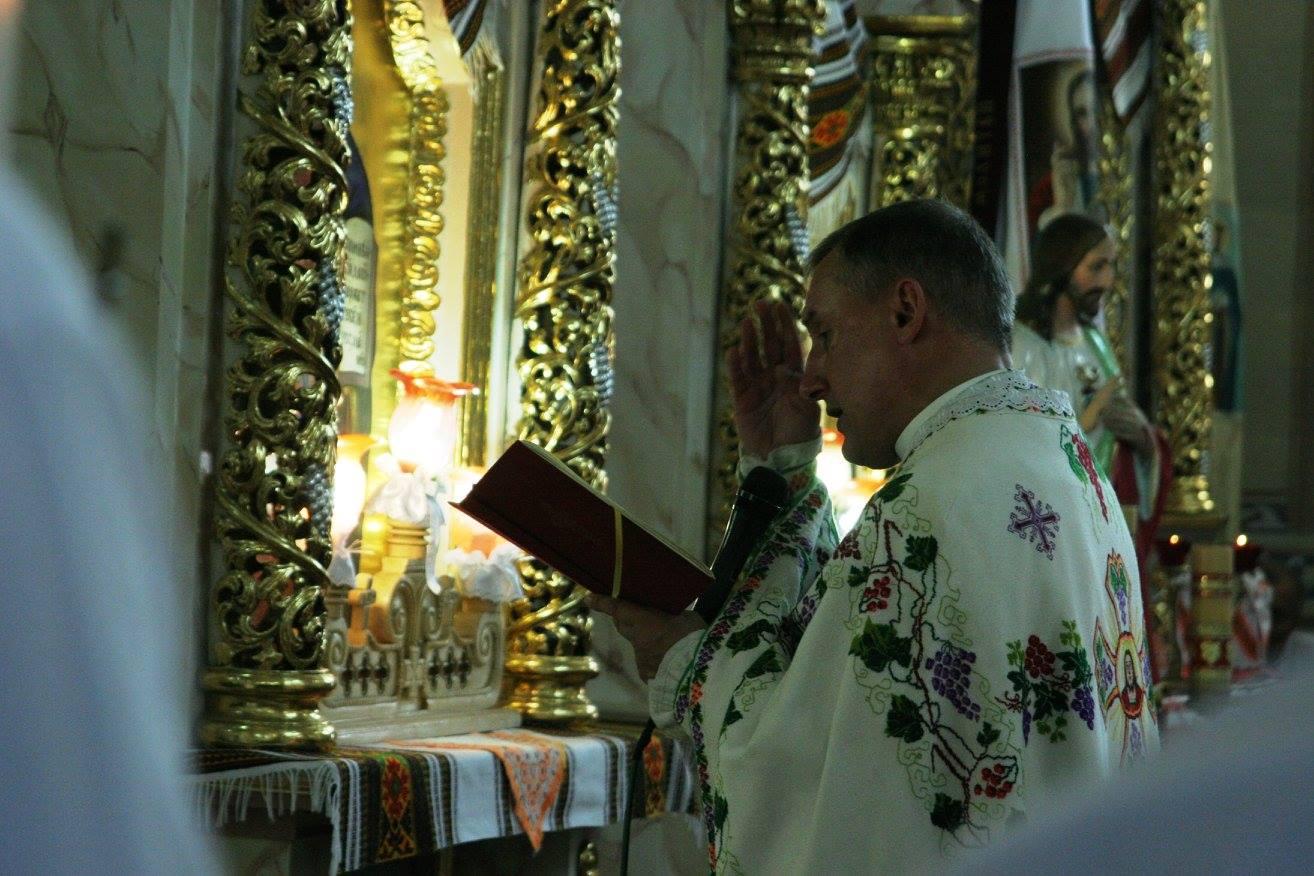
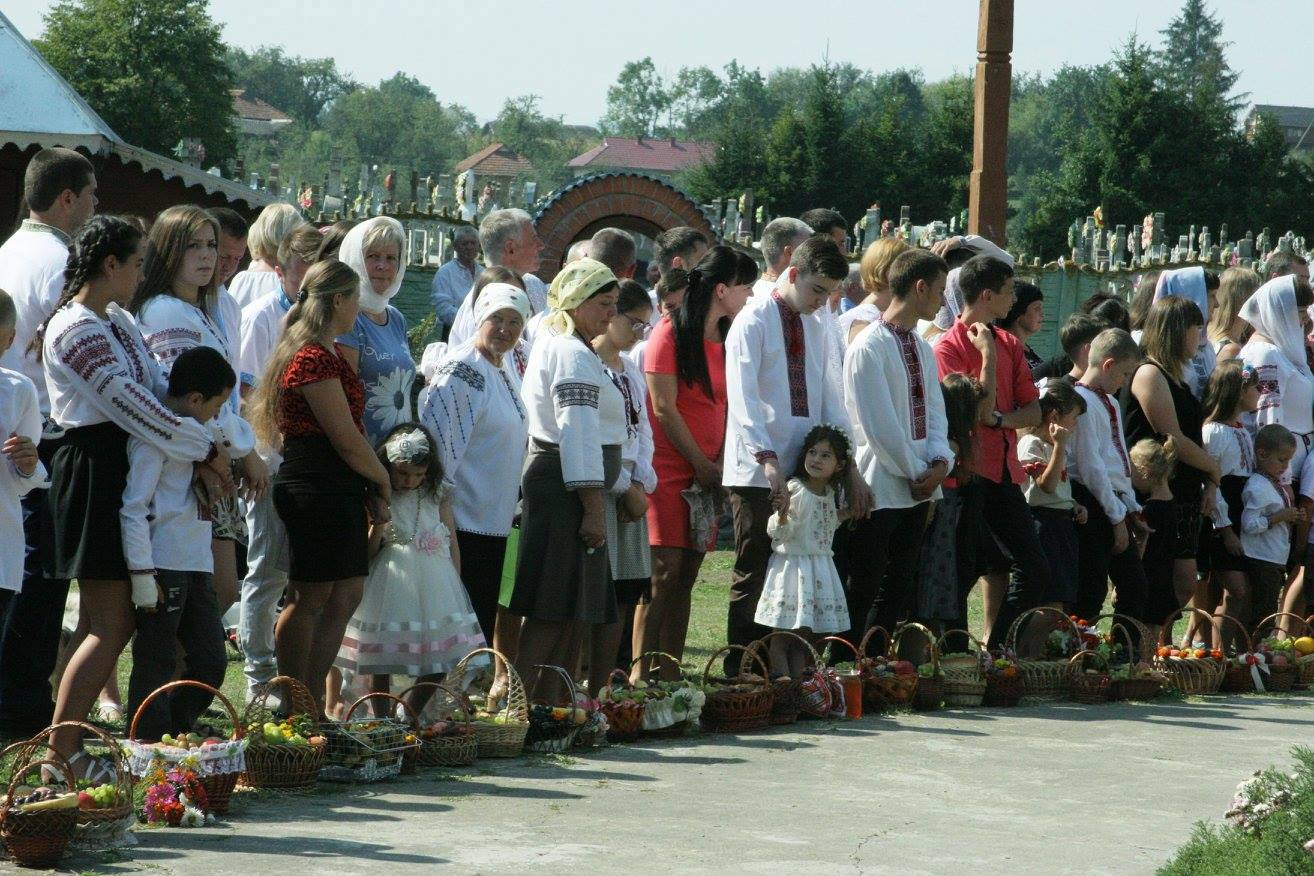